# 自由が丘6人タッグ王座
自由が丘広小路会認定6人タッグ王座（じゆうがおかひろこうじかいにんていろくにんタッグおうざ）は、DDTプロレスリングが管理、自由が丘広小路会が認定していた王座。

## 歴史
2003年10月11日、DDTプロレスリング三井住友銀行自由が丘支店駐車場特設会場大会で行われた初代王座決定戦に勝利した高木三四郎&HERO!&三田英津子組が初代王者になった。
2010年7月25日、DDT両国国技館大会「両国ピーターパン2010 〜夏休み ああ夏休み 夏休み〜」で行われた自由が丘広小路会認定6人タッグ王座、日本海6人タッグ王座、UWA世界6人タッグ王座による王座統一戦が行われて勝利したグレート小鹿&ミスター6号&りほ組が6人タッグ三冠王者になった。以降は3つの王座の防衛戦が同時に行われている。12月26日、DDT後楽園ホール大会でHARASHIMA&大鷲透&安部行洋組がUWA世界6人タッグ王座のみに挑戦して勝利したことで6人タッグ二冠王座になった。
2012年12月23日、KO-D6人タッグ王座の創設により封印。

## 歴代王者
| 歴代  | タッグチーム                                                       | 獲得日付       | 獲得場所 （対戦相手・その他）                                                                          |
| ----- | ------------------------------------------------------------------ | -------------- | --- |
| 初代  | 高木三四郎&HERO!&三田英津子                                        | 2003年10月11日 | 三井住友銀行自由が丘支店駐車場特設会場 偽ル中野&ダンブー松本&米山香織 返上                             |
| 第2代 | 高木三四郎&ポイズン澤田JULIE&猪俣潤                                | 2005年10月8日  | 三井住友銀行自由が丘支店駐車場特設会場 フランチェスコ・トーゴー&アントーニオ本多&ドン・マエストロ 返上 |
| 第3代 | DISASTER BOX （HARASHIMA&魔ッスル坂井&猪苦魔裕介）                 | 2006年6月25日  | 新宿FACE KUDO&諸橋晴也&諸橋正美 返上                                                                   |
| 第4代 | フルーツ軍団 （ドリアン澤田JULIE&桃鷲透&マンゴー福蛇）             | 2007年6月3日   | 後楽園ホール プリンス・トーゴー&アントーニオ"ザ・ドラゴン"本多&キング・アラモアナ 返上                 |
| 第5代 | KUDO&ヤス・ウラノ&アントーニオ本多                                 | 2008年7月6日   | 後楽園ホール 大鷲透&Koo&スペル・ヴァンパイア                                                           |
| 第6代 | グレート小鹿&ミスター6号&りほ                                      | 2010年7月25日  | 両国国技館                                                                                             |
| 第7代 | シットハート♥ファウンデーション （佐藤光留&中澤マイケル&松永智充） | 2010年11月3日  | 新木場1stRING 封印                                                                                     |